# Pinarnegrillo
Pinarnegrillo település Spanyolországban, Segovia tartományban. Pinarnegrillo Fuentepelayo, Aldea Real, Carbonero el Mayor, Navalmanzano és San Martín y Mudrián községekkel határos. Lakosainak száma 96 fő (2024).

## Népesség
A település népessége az elmúlt években az alábbi módon változott:
| Lakosok száma | 187  | 162  | 141  | 142  | 130  | 120  | 101  | 96   | 106  | 96   |
|               | 2001 | 2004 | 2007 | 2009 | 2012 | 2014 | 2017 | 2019 | 2022 | 2024 |